# TERYT
TERYT, Krajowy Rejestr Urzędowy Podziału Terytorialnego Kraju – rejestr urzędowy podziału terytorialnego Polski, prowadzony przez Główny Urząd Statystyczny.
Został wprowadzony rozporządzeniem Rady Ministrów z dnia 15 grudnia 1998 roku (Dz.U. z 1998 r. nr 157, poz. 1031).

## Systemy składowe
- identyfikatory i nazwy jednostek podziału administracyjnego TERC,
- identyfikatory i nazwy miejscowości SIMC,
- rejony statystyczne i obwody spisowe BREC,
- identyfikacja adresowa ulic, nieruchomości, budynków i mieszkań NOBC (w jego skład wchodzi również centralny katalog ulic ULIC).

## Zastosowanie
Identyfikatory rejestru TERYT stanowią obowiązujący standard identyfikacji terytorialnej dla organów prowadzących urzędowe rejestry i systemy informacyjne administracji publicznej i stosowane w innych ewidencjach, rejestrach i systemach odnoszących się do jednostek terytorialnych, umożliwiają integrację danych gromadzonych w tych systemach. Mogą być stosowane w zakresie pełnym lub częściowym, w zależności od potrzeb danego rejestru lub systemu.
Jednocześnie umożliwiają opracowywanie i prezentowanie zjawisk społeczno-ekonomicznych w przekrojach o różnym stopniu szczegółowości, tj.:
- województw, powiatów, gmin,
- dzielnic i delegatur w gminach miejskich,
- rejonów statystycznych i obwodów spisowych,
- obrębów stosowanych w ewidencji gruntów i budynków,
- miejscowości i ulic,

a także w podziale na miasta i wsie.

## Udostępnianie danych z rejestru
Rejestr terytorialny jest jawny. Dane z rejestru TERYT dotyczące obszaru jednego województwa udostępniają urzędy statystyczne. Zbiory o zasięgu ponadwojewódzkim udostępniane są przez prezesa GUS w formie:
- wyciągów ze zbiorów informatycznych (na nośniku papierowym lub magnetycznym):
  - systemu identyfikatorów i nazw jednostek podziału administracyjnego,
  - systemu identyfikatorów i nazw miejscowości,
  - systemu rejonów statystycznych i obwodów spisowych,
  - systemu identyfikacji adresowej ulic, nieruchomości, budynków i mieszkań,
  - centralnego katalogu ulic,
- odrysów z map przebiegu granic podziału na rejony statystyczne i obwody spisowe.

### Dostęp w Internecie
Główny Urząd Statystyczny udostępnia w Internecie pod adresem TERYT przeglądanie i wyszukiwanie w bazie danych TERYT, baza zawiera strukturę podziału administracyjnego, miejscowości, części miejscowości i ulice miast oraz odpowiadające im identyfikatory.
Pełne bazy w formacie CSV i XML dostępne są dla użytkowników indywidualnych w Internecie pod adresem Rejestr TERYT .